# Station Planta
Station Planta is een spoorwegstation in de Poolse plaats Planta.